# Pedernales (província)
Pedernales é uma província da República Dominicana. Sua capital é a cidade de Pedernales.